# 36 Heures avant le débarquement
Pour plus de détails, voir Fiche technique et Distribution.
36 Heures avant le débarquement (36 Hours) est un film américain réalisé par George Seaton et sorti en 1964.

## Synopsis
Début juin 1944, le major Pike, officier de l'armée américaine, participant aux plans du Débarquement, est enlevé par les Allemands à Lisbonne.
Ceux-ci ont monté une opération de manipulation, faisant croire à Pike qu'il est en 1950, que la guerre est finie et a été gagnée par les Alliés, afin de lui faire donner les plans et la date de l'invasion.

## Fiche technique
- Titre : 36 Heures avant le débarquement
- Titre original : 36 Hours
- Réalisation : George Seaton
- Assistant de réalisation : Donald Roberts
- Scénaristes : George Seaton, Roald Dahl, Carl K. Hittleman, Luis H. Vance
- Musique : Dimitri Tiomkin
- Directeur de la photographie : Philip H. Lathrop
- Montage : Adrienne Fazan
- Ingénieur du son : Franklin Milton
- Direction artistique : Edward Carfagno, George W. Davis
- Décors : Henry Grace, Frank R. McKelvy
- Costumes : Edith Head
- Producteur : William Perlberg
- Directeur de production : Lindsley Parsons Jr.
- Sociétés de Production : Metro-Goldwyn-Mayer (MGM), Cherokee Productions
- Pays d'origine :  États-Unis
- Couleur : Couleur et Noir et Blanc (images d'archives)
- Format : 2,35 : 1
- Son : Mono (Westrex Recording System)
- Genre : Guerre et thriller
- Durée : 115 minutes
- Date de sortie : 
  - États-Unis : 15 décembre 1964
  - France : 2 juillet 1965

## Distribution
- James Garner (VF : Jean-Claude Michel) : Major Jefferson Pike
- Eva Marie Saint (VF : Nelly Benedetti) : Anna Hedler
- Rod Taylor (VF : Jean-Louis Jemma) : Major Walter Gerber
- Werner Peters : Otto Schack
- John Banner (VF : André Valmy) : Ernst
- Russell Thorson (VF : Gérard Férat) : Général Allison
- Alan Napier (VF : Michel Gudin) : Colonel Peter MacLean
- Ed Gilbert (VF : Raoul Curet) : Capitaine Abbott
- Oscar Beregi, Jr. : Lt. Col. Karl Ostermann
- Celia Lovsky : Elsa
- Martin Kosleck : Kraatz
- Sig Ruman : un garde allemand

Acteurs non crédités :
- Rudolph Anders (VF : André Valmy) : Dr Winterstein
- Leslie Bradley : Speaker britannique
- John Dennis (VF : Pierre Garin) : le sergent MP de garde
- Horst Ebersberg (VF : Claude Vernier) : l'officier suisse
- John Hart (VF : Pierre Garin) : Lt-Cmdr Perkins
- Sol Murgi (VF : Jean Berton) : le client du bar
- Rolfe Sedan : un Français